# Pholcus spiliensis
Pholcus spiliensis är en spindelart som beskrevs av Jörg Wunderlich 1995. Pholcus spiliensis ingår i släktet Pholcus och familjen dallerspindlar. Inga underarter finns listade i Catalogue of Life.